# Dick Kattenburg
Dick Kattenburg   (Amsterdam, 11 de novembre de 1919 - Auschwitz, 1944) va ser un compositor jueu neerlandès que va ser assassinat a Auschwitz a l'edat de 24 anys. Les seves obres han estat recuperades i gravades.
Era d'ascendència jueva, va créixer a Naarden als Països Baixos i va assistir a l'HBS a Bussum. Es va graduar en violí i teoria al "College Musical Belge" d'Anvers, on va treballar amb lliçons d'Hugo Godron. Un bon amic de l'època va ser un pintor i violinista Theo Kroeze. El 1941 va obtenir un diploma estatal de teoria i violí a La Haia. També va ser ensenyat per Leo Smit.
Kattenburg i la seva família s'amagaven a Utrecht. El 5 de maig de 1944 va ser arrestat durant una incursió. Després va ser transportat al camp de Westerbork i enviat a Auschwitz entre el 22 de maig i el 30 de setembre de 1944.
Va escriure una trentena de cançons. Això incloïa peces solistes i música de cambra i obres orquestrals. Va escriure algunes cançons jueves i palestines que ell va anomenar música popular romanesa.
Es creia que només s'havia conservat una composició d'ell. No obstant això, el 2004 un familiar va trobar una caixa a l'àtic amb més composicions. El gener de 2010 el seu treball va aparèixer per primera vegada en CD interpretat pel Leo Smit Ensemble sota el títol de Dick Kattenburg Music.

## Obres[2]
- Alla Marcia
- Allegro Moderato per a viola i piano
- Composicions per a piano a quatre mans[1]
- Escapades per a dos violins
- Sonata per a flauta (1937)
- Cançons palestines (7 cançons per a soprano i piano)
- Peça per a flauta i piano
- Quartet per a flauta, violí, violoncel i piano
- Melodia romanesa
- Sonata, op. 5 (Sonata, op. 5)
- Tempo di Blues.[3][4]